# Некрасовское сельское поселение (Ярославский район)
Некрасовское се́льское поселе́ние — муниципальное образование в Ярославском муниципальном районе Ярославской области России.
Административный центр — посёлок Михайловский.

## География

План Некрасовского сельского поселения. 2010 год

Поселение расположено на севере Ярославского района.
На юге-востоке оно граничит с Дзержинским районом городского округа города Ярославль, на юго-западе — с Ивняковским сельским поселением Ярославского района, на северо-западе — с Константиновским сельским поселением Тутаевского района, северная и восточная границы поселения проходят по реке Волге, за которой расположены Левобережное сельское поселение Тутаевского района, Кузнечихинское сельское поселение Ярославского района и город Ярославль.

### Климат
Некрасовское сельское поселение располагается в умеренном климатическом поясе.
Суммарный радиационный баланс положительный. Средняя многолетняя годовая температура воздуха плюс 3,0-3,6 °C. Однако, в течение года количество тепла сильно меняется. Зимой баланс отрицательный (средняя температура января около минус 11,3 °C), летом — положительный (в июле около плюс 17,7 °C).
В среднем выпадает 500—600 мм осадков в год, причём максимум их приходится на лето. Количество осадков превышает испарения, поэтому коэффициент увлажнения составляет 1,2-1,3. Таким образом, Некрасовское сельское поселение находится в зоне достаточного и, периодами, избыточного увлажнения.
Толщина снежного покрова около 30-70 см. Больше его скапливается в понижениях рельефа, вызывая весной высокие половодья.
Преобладающие ветры связаны с общей циркуляцией атмосферы в умеренном поясе России. Поэтому чаще дуют ветры с юга, юго-запада. В теплые периоды года чаще, чем в холодные, повторяемость северо-западных, северных и северо-восточных ветров. Скорости ветров небольшие, в среднем 3,5-5,0 м/с, иногда сильные — 10-15 м/с.
Рельеф и гидрология
Современный рельеф представляет собой равнину, сложился в результате сложной аккумулятивной и эрозионно-аккумулятивной деятельности четвертичных оледенений, озёр и рек во время оледенений и после их прохождения. Несмотря на равнинный рельеф, обращает на себя внимание наличие заметных возвышенных и пониженных участков.
Инженерно-геологические условия территории довольно разнообразны и зависят от геологического строения и литологического состояния пород.
Основным экзогенным геологическим процессом является эрозионные явления, которым подвержена река Волга, образующая границу поселения. На территории поселения протекают реки её бассейна — Пекша (6 км), Березняк (5,7 км) и Нора (7,6 км). Гидрогеологические условия характеризуются высокими запасами подземных вод. Глубина залегания грунтовых вод почти на всей территории изменяется от 5 м в большую сторону.
Почвы и растительность
Сельское поселение расположено в лесной зоне. Почвенный покров разнообразен; широко распространены дерново-среднеподзолистые почвы. В целом почвы Некрасовского сельского поселения не отличаются высоким плодородием из-за малой мощности гумусового горизонта, преимущественно кислой реакции и, часто, избыточного переувлажнения.
Растительность Некрасовского сельского поселения принадлежит к подзоне южной тайги. Естественный фон на большей части площади составляют хвойные и хвойно-мелколиственные леса. Хвойные леса почти всегда включают представителей лиственных пород, это мелколиственные: берёза, осина, ольха, рябина и др. Соотношение хвойных и мелколиственных пород в древостое существенно колеблется.
Животный мир
На территории Некрасовского сельского поселения могут обитать животные характерные для всей Ярославской области в зависимости от наличия мест и условий обитания. Как то — медведь, лось, кабан, заяц-русак, заяц-беляк, рысь, выдра, бобр, лиса, белка. Крупные промысловые птицы глухарь, тетерев а также и другие промысловые птицы. При небольшом количестве лесов только на северо-востоке территории сельского поселения наличие крупных видов млекопитающих и птиц маловероятно.
Ландшафт
Живописные картины самосевных насаждений ограниченно чередуются с участками пойменных лугов, которые в течение вегетационного периода имеют разный цветовой аспект — от тёмно-зелёных влажных межгривных понижений до светло-зелёных грив и навеянных дюн. Река Волга служит пейзажным фоном части застройки.
Особенностью населённых пунктов Некрасовского сельского поселения является сохранившаяся система полосных — уличных насаждений. Заложенная в конце XX века она содержит в основном быстро растущие, но и быстро стареющие породы — тополя, берёзы.
Экологическая обстановка и охрана окружающей среды
Поскольку Некрасовское сельское поселение находится в непосредственной близости от Ярославля экологическая обстановка и характер ущерба природной среде от загрязнения характеризуется зависимостью процессов происходящих в городе.
По состоянию воздушного бассейна Некрасовское сельское поселение, как и весь Ярославский район, относится к зоне умеренного потенциала загрязнения воздуха, то есть в пределах сельского поселения складываются примерно равновероятные условия, как для рассеивания примесей, так и для их накопления.
По берегам рек нормативами установлены водоохранные зоны: около Волги — 200 м, около Норы, Березняка и Пекши — 50 м. Основными источниками загрязнения поверхностных вод на территории сельского поселения, являются стоки сельхозпредприятий, хозяйственно-бытовые стоки. В непосредственной близости от реки Норы находится полигон твёрдых бытовых отходов «Скоково». По данным ОАО «Скоково» загрязнения по БПК5, ХПК, натрию, хлоридам, аммонийному азоту превышают в Норе установленные нормативы в сотни раз.
На территории поселения чрезмерно распространено опасное растение — борщевик Сосновского.

## История
Некрасовское сельское поселение образовано 1 января 2005 года в соответствии с законом Ярославской области от 21 декабря 2004 года, границы сельского поселения установлены в административных границах Некрасовского сельского округа.

## Население
| \| 2007[5] \| 2008[6] \| 2010[7] \| 2011[8] \| 2012[9] \| 2013[10] \| 2014[11] \| \| -------- \| -------- \| -------- \| -------- \| -------- \| -------- \| -------- \| \| 3093 \| ↘3075 \| ↘2843 \| ↗2846 \| ↗2907 \| ↗2952 \| ↗3022 \| \| 2015[12] \| 2016[13] \| 2017[14] \| 2018[15] \| 2019[16] \| 2020[17] \| 2021[2] \| \| ↗3075 \| ↗3194 \| ↗3198 \| ↗3214 \| ↘3167 \| →3167 \| ↘3107 \| 1000 2000 3000 4000 2011 2016 2021 |       |       |       |       |       |       |
| 2007 | 2008  | 2010  | 2011  | 2012  | 2013  | 2014  |
| 3093 | ↘3075 | ↘2843 | ↗2846 | ↗2907 | ↗2952 | ↗3022 |
| 2015 | 2016  | 2017  | 2018  | 2019  | 2020  | 2021  |
| ↗3075 | ↗3194 | ↗3198 | ↗3214 | ↘3167 | →3167 | ↘3107 |

Демографическая ситуация в поселении типична для российской сельской местности: устойчивое долгосрочное снижение численности населения; крайне низкий уровень рождаемости, составляющий чуть более половины необходимого для простого замещения родителей их детьми; высокий уровень смертности населения, особенно в трудоспособном возрасте; низкие показатели продолжительности жизни населения; приток мигрантов, недостаточный для замещения естественных потерь и не компенсирующий естественную убыль населения. Основные причины этого — экономически неблагоприятные условия жизни и отсутствие возможностей для большинства сельской молодёжи решать свои жилищные и бытовые проблемы. Доступность многих бытовых благ в городе и более высокие доходы делают непривлекательным сельский образ жизни и для сельской, и для городской молодёжи. Динамика численности населения: 1970 год — 3348, 1979 год — 3136, 1989 год — 2904, 2002 год — 2895, 2006 год — 2854, 2007 год — 3075.
Возрастные группы населения: моложе трудоспособного возраста — 460 человек, трудоспособного возраста — 1576, старше трудоспособного возраста −1039.
Рынок труда (2007 год): сельское хозяйство — 291 человек (60 %), промышленность — 12 человек (2,5 %), прочие (ЖКХ, транспорт и др.) — 32 человека (6,6 %), обслуживание (образование, здравоохранение, торговля и пр.) — 145 человек (29,9 %). Значительна доля безработных, жителей, работающих за пределами поселения и молодёжи, которая после получения образования покинет территорию поселения. Трудоспособное население — 1576 человек (51,3 %), в том числе: занятые в экономике на территории поселения (по месту жительства) 485 человек (15,7 %), работающие пенсионеры 136 человек (4,4 %), работающие на выезде 423 человек (13,8 %), население в трудоспособном возрасте, не участвующее в общественном производстве 104 человека (6,6 %); приезжают на работу из города 36 человек (1,1 %).

## Населённые пункты
В сельское поселение входят 23 населённых пункта.
| №  | Населённый пункт | Тип населённого пункта | Население |
| -- | ---------------- | ---------------------- | --------- |
| 1  | Григорьевское    | село                   | →201      |
| 2  | Дулово           | деревня                | ↗12       |
| 3  | Затон            | посёлок                | →0        |
| 4  | Калинино         | деревня                | →6        |
| 5  | Кипелки          | деревня                | ↘6        |
| 6  | Красный Волгарь  | посёлок                | ↘167      |
| 7  | Красный Холм     | посёлок                | ↗217      |
| 8  | Крюковское       | деревня                | ↗25       |
| 9  | Максимовское     | деревня                | ↘7        |
| 10 | Михайловский     | посёлок                | ↘1947     |
| 11 | Некрасово        | деревня                | ↘81       |
| 12 | Новая            | деревня                | ↘3        |
| 13 | Патерево         | деревня                | →5        |
| 14 | Платуново        | деревня                | ↘18       |
| 15 | Попадьино        | деревня                | →9        |
| 16 | Турыгино         | деревня                | ↘4        |
| 17 | Хабарово         | деревня                | →4        |
| 18 | Харитоново       | деревня                | →0        |
| 19 | Ченцы            | посёлок                | ↘54       |
| 20 | Шоломово         | деревня                | →12       |
| 21 | Щеглевское       | деревня                | →33       |
| 22 | Юрьево           | деревня                | ↗7        |
| 23 | Ямино            | деревня                | ↗25       |

### Упразднённые населённые пункты
В 2022 году упразднена деревня Иванищево Некрасовского сельского округа.

## Экономика
Экономическую основу Некрасовского сельского поселения составляет сельское хозяйство. Сельскохозяйственное производство специализируется на производстве мяса крупного рогатого скота, молока, выращивании картофеля.
Предприятия, организации всех форм собственности, расположенные на территории сельского поселения:
- Сельское хозяйство, охота, лесное хозяйство: ГУП ОПХ «Григорьевское».
- Обрабатывающие производства: ООО «Ярославский антисептик»,
- Строительство: ООО «Ярославские внутренние инженерные сети», ООО «Шанс», ООО «Атлюкс», ООО «ПКФ „Ремпуть“», ООО «Техника охраны», ООО «Штрих».
- Оптовая и розничная торговля: ООО «Гурман», ООО «Ресурс-Нафта», ОАО «Металлоторг», ООО «Квазар плюс», ООО НПО «Радонит», ООО «Балканмаш-Сервис», ООО «Фаворитагро», ПОБ «Григорьевское», ООО «Махаон».
- Гостиницы и рестораны: ООО «Парма», ОАО «Детский лагерь „Молодая гвардия“», Ярославский районный союз потребительских обществ.
- Транспорт: ООО «Парктрансойл», ГУП «Яравтодор».
- Финансовая деятельность: СКПК «Фермер».
- Операции с недвижимостью, аренда: ООО «Агропромтехнология», Агропромышленный союз Ярославской области.
- Здравоохранение: ОАО «Санаторий „Красный Холм“»
- Прочие виды услуг: Отделение Ярославской ОО ВОИ Ярославского МО.

В агропромышленном комплексе поселения, как и во всей области, отмечается сокращение сельскохозяйственного производства в течение длительного периода. Только 2-3 предприятия имеют небольшой запас финансовой прочности, чтобы удержаться на плаву в современных условиях хозяйствования. Проводимые в настоящее время мероприятия по финансовому оздоровлению сельскохозяйственных организаций существенно не влияют на улучшение их финансового положения. Остаётся недостаточным уровень притока инвестиционных ресурсов в сельскохозяйственное производство. Рентабельность деятельности всех отраслей производства Некрасовского сельского поселения на 2007 год составляет 7 %, что совершенно не обеспечивает расширенное воспроизводство и устойчивость социально-экономического развития.
Основные нерешённые задачи: ремонт колодцев, ремонт и благоустройство жилого фонда, состояние дорог, обустройство спуска к реке Волга, реконструкция лагеря «Чайка», организация торговли, обустройство места захоронения.

## Социальная сфера
Общая площадь жилого фонда на территории поселения на 1 января 2007 года составляет 46 560 м2, в том числе частный жилой фонд — 35 960 м2. Средняя обеспеченность жилым фондом составляет 15,14 м2. Наименьшая обеспеченность жильём наблюдается в посёлке Михайловский — 3,65 м2 на человека. Преобладающим типом застройки является деревянная застройка, кирпичная застройка наблюдается в меньшинстве, с незначительным процентом износа (до 50 %). Техническое состояние жилого фонда посёлка Михайловский по сравнению с другими населёнными пунктами сельского поселения несколько благополучнее, что объясняется сравнительно небольшими сроками эксплуатации зданий, поскольку большая часть жилья построена во второй половине XX века.
На территории Некрасовского сельского поселения объекты культурно-бытового обслуживания расположены в наиболее густонаселённых пунктах: п. Михайловский, с. Григорьевское, п. Ченцы. В Некрасовском сельском округе имеется 2 средних образовательных школы, детский сад, библиотека, дом культуры, 2 бани, магазины (общая торговая площадь 1650 м2), 2 фельдшерско-акушерских пункта, аптечный пункт, почта и филиал сбербанка. Основная часть современной сети предприятий и учреждений обслуживания была создана в период активного строительства посёлка в 1970—1980 годы.

## Инженерная инфраструктура
Транспорт
Основу дорожной сети Некрасовского сельского поселения составляют автомобильные дороги, содержание и развитие которых осуществляется за счёт средств местного и областного бюджета. Конфигурация сети автомобильных дорог имеет линейную структуру. Часть населённых пунктов с постоянно проживающим населением не имеют круглогодичных связей с административным центром, что отрицательно сказываются на условиях жизни населения. Кроме дорог региональной собственности на территории поселения имеются бесхозные дороги, ранее входившие в перечень ведомственных дорог, но с утратой юридического статуса и имущественных прав отдельных ведомственных организаций, ставшие бесхозными. В условиях ограниченного финансирования дорожных работ с каждым годом увеличивается протяжённость дорог, требующих ремонта. В результате разрушения таких дорог идут прогрессирующими темпами, а стоимость их ремонта становится сопоставимой со стоимостью новых дорог.
Автодорога регионального значения Р151 Ярославль — Тутаев — (Рыбинск) (6,56 км).
Автодороги межмуниципального значения:
- Григорьевское — Михайловский — Норское (11,15 км)
- Григорьевское — Шоломово (2,5 км)
- Ямино — Калинино (0,8 км)
- Ямино — Харитоново (3,9 км)
- Ямино — Ченцы (2,1 км)
- дорога Ярославль-Рыбинск — Максимовское (0,6 км)
- дорога Норское-Григорьевское — ЖК «Харитоново» (0,7 км)

Также имеется 16 дорог местного значения.
Дороги, связывающие населённые пункты поселения и проходящие по ним в основном грунтовые, требуют капитального ремонта, а в некоторых направлениях необходима реконструкция.
Электроснабжение
Электроснабжение ТП Григорьевское проходит от ПС-35 кВ Кирпичное на ПС Тутаев. Электролинии ВЛ 35 от ПС Брагино на Тутаевскую ПС.
Связь
Населённые пункты Некрасовского сельского поселения обслуживает автоматическая телефонная станция Ярославля. Число абонентов стационарной телефонной связи сельского поселения на 1 января 2008 года составляет 78 % абонентов, в том числе среди населения 61 % абонентов, от общего числа жителей, при средней телефонной плотности 15 телефонов на 100 жителей.
Населённые пункты Некрасовского сельского поселения обеспечены проводным радиовещанием от действующего радиоузла в Ярославле. Радиосеть выполнена двухзвенной, в основном воздушной, на стойках и собственных опорах. Общая нагрузка Некрасовского сельского поселения составляет около 2117 радиоточек.
Поселение находится в зоне уверенного приема телевизионных программ от телецентра Ярославля.
Действует традиционная схема приёма телевизионных передач — СКПТ (одна антенна на подъезд или индивидуальный дом), которая обеспечивает необходимое усиление и помехозащищённость (фильтрацию) ТВ каналов.
Теплоснабжение
Усадебная застройка населённых пунктов Некрасовского сельского поселения имеет индивидуальные источники тепла — теплогенераторы на природном газе и местных видах топлива (печи, котлы). Централизованное теплоснабжение многоквартирной застройки и производственных предприятий Некрасовского сельского поселения осуществляется от работающих локально на свою зону котельных в Красном Холме (13822,4 Гкал в год, мазут), Михайловском (3500 Гкал в год, газ) и Григорьевском (6429,9 Гкал в год, солярка).
Подача тепла осуществляется по тепловым сетям в двухтрубном исчислении, из которых отработали свой ресурс и требуют реконструкции 80 % теплопроводов. Тепломагистрали пролегают подземно: в каналах, бесканально, надземно на опорах. В качестве теплоносителя для систем отопления, вентиляции, горячего водоснабжения производственных и жилищно-коммунальных потребителей является перегретая вода с параметрами 95-70 °С. Для технологических нужд промышленных предприятий используется пар.
Газоснабжение
По территории Некрасовского сельского поселения проходит распределительн6ый газопровод давлением Р 0,55 МПа, трубой d 110 мм. Подача сжиженного углеводородного газа потребителям осуществляется с ГРС Ярославль −4 (Р вых= 0,6 МПа, Qr=10,5 млн.м3/год ,ГРС-3 Р вых= 0,6 МПа, Qr=542, 2 млн м3/год). Газифицированы населённые пункты Михайловский и Красный Волгарь.
Водоснабжение и канализация
Михайловский, Григорьевское, Красный Волгарь, Красный Холм, Ченцы имеют источники питьевого и противопожарного водоснабжения низкого давления с питанием от артезианских скважин, водоснабжение малоэтажной индивидуальной застройки осуществляется из колодцев. В границах усадебной застройки на сетях водопровода установлены водоразборные колонки. При отсутствии сетей пользуются водой из шахтных и трубчатых колодцев. Качество воды соответствует ГОСТу «Вода питьевая». Основной проблемой эксплуатации водопроводной сети является износ труб, запорной арматуры, насосных агрегатов и оборудования, который составляет порядка 80-95 %.
В Михайловском действует централизованная система бытовой канализации, которая охватывает жилую застройку, предприятия соцкультбыта и промпредприятия. Сточные воды по самотечным сетям поступают на канализационные насосные станции (КНС) и перекачиваются по напорному трубопроводу на очистные сооружения. Протяжённость канализационных сетей 9 км. Процент износа сетей 70 %. Население усадебной застройки, в основном, пользуется выгребами. Сливной станции нет. Слив жидких нечистот осуществляется в металлический отстойник. В остальных населённых пунктах централизованная канализация отсутствует. Жидкие нечистоты, как правило, утилизируются в пределах придомовых участков.

## Объекты культурного наследия
- Курганный могильник, XI—XII вв., д. Харитоново, 0,3 км к юго-востоку
- Дачи Пастухова в санатории «Красный Холм» и п. Михайловский: 4 жилых дома и парк, 1870-е годы, конец XIX в. — начало XX в..

## Русская православная церковь
- Церковь Рождества Богородицы в с. Григорьевское, 1809 год.
- Школа церковно-приходская в с. Григорьевское, 1914 год.